# Qezel Kand
Qezel Kand é uma cidade do Afeganistão, localizada na província de Balkh.